# Champeix
Champeix é uma comuna francesa na região administrativa de Auvérnia-Ródano-Alpes, no departamento Puy-de-Dôme. Estende-se por uma área de 12,08 km². Em 2010 a comuna tinha 1 404 habitantes (densidade: 116,2 hab./km²).